# 白鮻
白鮻（学名：Liza subviridis），又名綠背鮻、豆仔魚、烏仔、烏仔魚、烏魚，为鲈形目鯔科鮻屬下的一个种，于1836年由阿希爾·瓦朗謝訥描述，主要分布于热带地区。